# May Reilly Parker
May Reilly Parker, aussi appelée tante May, est un personnage de fiction de l'univers Marvel. Elle est la tante de Peter Parker, plus connu sous le nom de Spider-Man. Elle est apparue pour la première fois dans Amazing Fantasy #15 (1962).

## Biographie
Elle est élevée par sa mère qui a été abandonnée par son mari. Jeune femme, elle fréquente d'abord un cambrioleur du nom de Johnny Jerome avant de lui préférer Ben Parker qu'elle épouse. Le couple n'a pas d'enfant, à la différence de Richard Parker, le jeune frère de Ben qui, avec son épouse Mary, a un fils, Peter. Elle s'entiche rapidement de son neveu qu'elle élève après la mort de ses parents.
May, Ben et Peter forment une famille très unie et mènent une vie tranquille dans la banlieue new-yorkaise de Forest Hills. Peu après que Peter est devenu Spider-Man, Ben est tué par un cambrioleur et elle doit faire face, en plus d'une santé chancelante, à de fréquents soucis d'ordre financier. Peter, pour l'aider à payer ses factures, devient photographe au Daily Bugle et prend des photos de lui-même en Spider-Man. Elle s'inquiète que son neveu fréquente un personnage si dangereux et Peter ne souhaite pas lui révéler son identité de peur que la vérité ne lui porte un coup fatal.
Lorsqu'Anna Watson, la tante de Mary Jane, vient vivre avec elle, Peter part emménager en ville. Malgré cela, elle se retrouve souvent mêlée aux combats de Spider-Man. Elle est ainsi enlevée par le Docteur Octopus, qu'elle trouve d'ailleurs charmant, par le Scarabée et par le Bouffon Vert.
Ayant hérité d'une petite île canadienne qui possède une mine d'uranium et un petit réacteur nucléaire, elle est séduite par le Docteur Octopus qui s'apprête à l'épouser pour faire main basse sur son héritage mais la cérémonie est interrompue à la suite de l'intervention d'Hammerhead qui convoite également l'île. Octopus meurt apparemment dans l'explosion qui détruit l'île.
Après une alerte cardiaque, elle part en convalescence dans une maison de repos. Elle est alors enlevée par le cambrioleur qui a tué Ben et qui pense que sa maison recèle un trésor. Sauvée une fois de plus par Spider-Man, elle rentre dans sa maison de Forrest Hills. Elle la transforme alors en pension de famille et accueille plusieurs hôtes payants. Parmi eux se trouve Nathan Lubensky, un vieux monsieur cloué dans un fauteuil roulant. Ils se fiancent mais May rompt sa relation lorsque Nathan cause intentionnellement la mort d'un voyou. Quelque temps plus tard, elle semble mourir mais il s'agit d'une farce du Bouffon Vert qui lui a substitué une actrice modifiée génétiquement.
Après son retour, elle se rapproche de Peter qui s'est séparé de Mary Jane. C'est alors qu'en entrant par surprise dans l'appartement de son neveu, elle découvre la vérité : elle trouve Peter endormi, couvert de contusions et son costume de Spider-Man en lambeaux au pied de son lit. Elle en parle avec Peter qui peut enfin être pleinement honnête avec sa tante. Elle est depuis un des plus fervents soutiens de Spider-Man dont elle essaie d'améliorer l'image dans l'opinion.
Après la destruction de leur maison, Spider-Man étant alors un membre des New Avengers, elle emménage avec Peter et Mary-Jane dans la Tour Stark. Elle y développe une relation amoureuse avec Edwin Jarvis, le majordome de Tony Stark.
Lors de Civil War, elle et Mary-Jane poussent Peter à révéler publiquement son identité. Quand Peter change de camp, Mary-Jane et May, étant maintenant des fugitives, se réfugient dans un motel borgne. Mains, une prostituée ayant reconnu Peter, appelle un criminel connu sous le nom de Lucille, qui contacte à son tour le Caïd, alors en prison. Celui-ci engage Jake Martino, un tueur à gages, pour tuer la famille Parker. Il abat May, qui tombe dans le coma et est aux portes de la mort.
La sachant perdue, Peter refuse l'inévitable et part en quête d'une aide quelconque, mais amis ou ennemis ne peuvent l'aider. Seul Méphisto répond favorablement à son appel. Peter hésite mais avec l'appui de Mary-Jane, il accepte l'offre de ce dernier. Changer son passé et faire en sorte qu'il ne révèle pas son identité au monde, ce qui aura pour effet d'effacer la tentative de meurtre sur tante May. En échange, Méphisto efface également le mariage de Peter et MJ afin de faire souffrir leurs âmes de ce manque. Le pacte est conclu et l'identité de Peter redevenant un secret, May oublie également la double vie de son neveu.

## Ultimate Spider-Man
Dans Ultimate Spider-Man, May est une femme plus jeune que dans l'Univers Classique. Avec Ben Parker, ils prennent en charge leur neveu Peter Parker après la mort de ses parents. Lorsque Peter devint Spider-Man, May n'en sut rien et assista au meurtre de Ben.
Elle se liera d'amitié avec le père de Gwen Stacy. Elle aura beaucoup de mal à comprendre le comportement étrange de son neveu et les absences répétées de celui-ci.
Lorsque Gwen perdra son père lors de l'une de ses missions, May proposera de l'héberger et la considérera comme un membre à part entière de la famille Parker. Elle sera dévastée quand elle trouvera le corps sans vie de Gwen, tuée par Carnage. Peu après, May et Peter déménageront pour habiter dans une autre maison, loin des souvenirs douloureux.
Elle finira par découvrir l'identité de Peter durant la Saga du Clone. Lorsque le Bouffon Vert se mettra à traquer Peter en compagnie des Sinister Six, elle partira se réfugier avec le clone de Gwen Stacy.
Mais un appel de sa voisine lui indiquant que Peter se fait tuer la fait changer d'avis. Elle sauve son neveu en tuant Electro en lui tirant dessus. Finalement, elle assistera à la mort de Spider-Man. Après ces évènements, May et Gwen sont bouleversées. L'identité de Spider-Man ayant été révélée à travers le monde, elles sont harcelés par la presse et les fans du défunt héros. Elles participeront à l'enterrement de Peter, en compagnie des Ultimates, des proches, et de milliers de spectateurs présents sur place. May et Gwen partiront finalement en France, dans la villa de Tony Stark.

## Apparitions dans d'autres médias

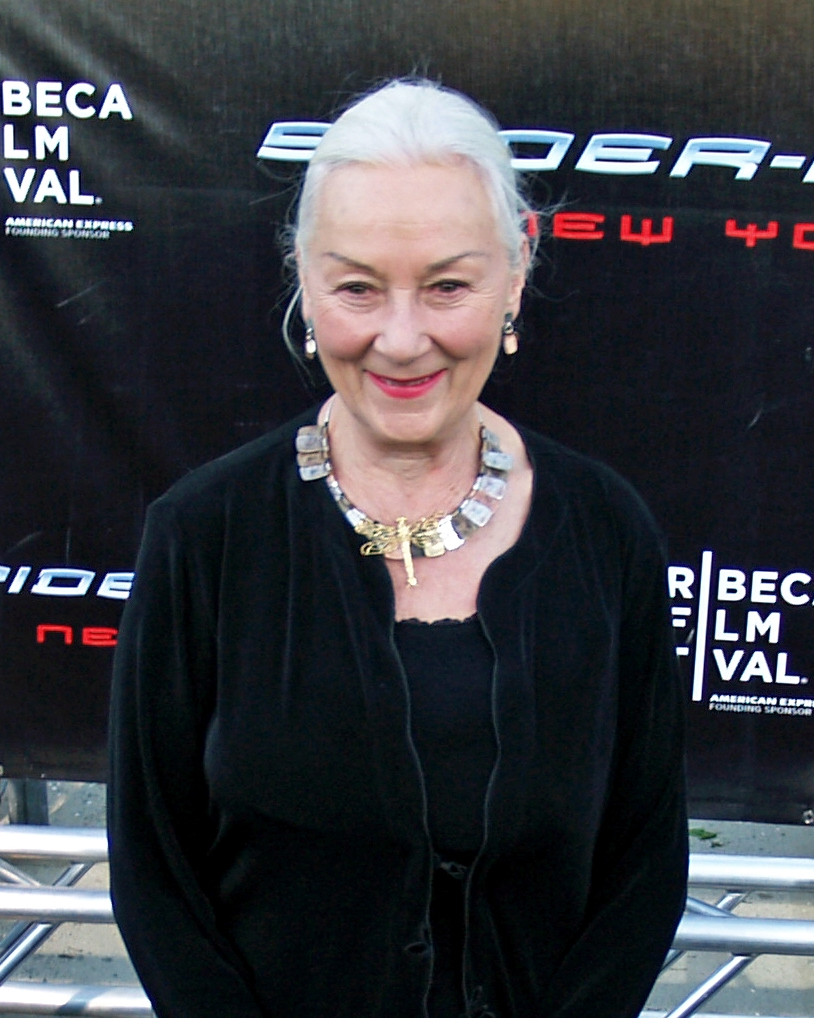
Rosemary Harris incarne Tante May Parker dans la trilogie Spider-Man (2000-2007)

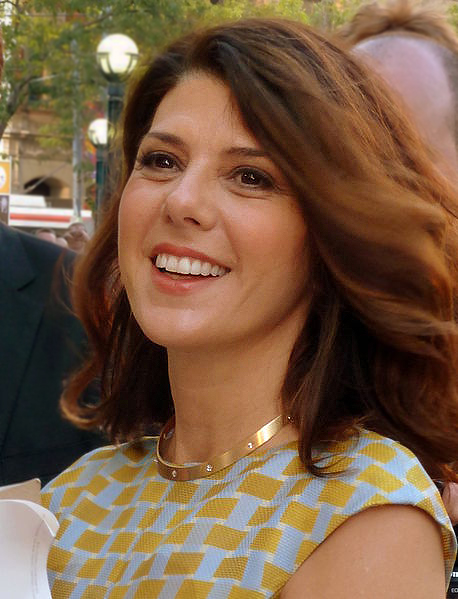
Marisa Tomei incarne Tante May Parker dans Spider-Man : Homecoming (2017)

Sauf indication contraire, les informations mentionnées dans cette section peuvent être confirmées par la base de données cinématographiques IMDb,  présente dans la section « Liens externes ».

### Films
Interprétée par Rosemary Harris
- 2002 : Spider-Man réalisé par Sam Raimi
- 2004 : Spider-Man 2 réalisé par Sam Raimi
- 2007 : Spider-Man 3 réalisé par Sam Raimi

Comme dans les comics, elle est une tante aimante qui a élevé Peter depuis sa plus tendre enfance. Elle doit faire face à la perte de son mari, abattu par un voleur de voitures, avant d'être elle-même victime d'une attaque du Bouffon Vert dont elle se remettra heureusement. Par la suite, ses difficultés financières la contraignent à vendre sa maison et à déménager ailleurs. Elle reste malgré tout une personne de très bon conseil pour son neveu, qu'elle encourage par exemple à épouser Mary-Jane dans le 3e film ou bien à ne pas céder à la vengeance lorsque l'enquête sur la mort de Ben amène à la découverte d'un nouveau coupable.
Interprétée par Sally Field
- 2012 : The Amazing Spider-Man réalisé par Marc Webb
- 2014 : The Amazing Spider-Man : Le Destin d'un héros réalisé par Marc Webb

May et Ben se voient confier par Richard et Mary Parker la garde de leur fils, qu'ils abandonnent un soir sans raison. Elle l'élève avec amour, mais aussi beaucoup de fermeté. A l'instar de ses autres incarnations, elle doit faire face à la mort de Ben, incident qui la marque beaucoup et qui la contraint à suivre des études en soins infirmiers pour subvenir à ses besoins et à ceux de Peter. Dans le second film, elle n'hésite pas à reprocher à Peter son obsession à retrouver son père, alors même que celui-ci n'a jamais été là pour lui.
Interprétée par Marisa Tomei dans l'Univers cinématographique Marvel
- 2016 : Captain America : Civil War réalisé par les frères Anthony et Joe Russo
- 2017 : Spider-Man : Homecoming réalisé par Jon Watts
- 2019 : Avengers: Endgame réalisé par Anthony et Joe Russo
- 2019 : Spider-Man: Far From Home réalisé par Jon Watts
- 2021 : Spider-Man: No Way Home réalisé par Jon Watts

Beaucoup plus jeune que d'ordinaire, elle élève seule Peter dont elle découvrira l'identité secrète à l'issue du film Spider-Man: Homecoming. Devenant supportrice de son neveu, elle commence en parallèle une relation assez courte avec Happy Hogan. Elle est finalement blessée assez grièvement par le planeur du Bouffon Vert, en tentant de sauver la vie de Peter, qui était malmené, et de soigner Osborn et meurt dans les bras de Peter après avoir prononcé la fameuse maxime "un grand pouvoir implique de grandes responsabilités".

### Télévision
- 1967-1970 : L'Araignée (Spider-Man) (série télévisée d'animation)
- 1977 : The Amazing Spider-Man (série télévisée en prise de vues réelles), interprétée dans un épisode par Jeff Donnell
- 1981-1983 : Spider-Man et ses amis exceptionnels (Spider-Man and His Amazing Friends)
- 1994-1998 : Spider-Man, l'homme-araignée (Spider-Man: The Animated Series) (série d'animation)
- 2008-2009 : Spectacular Spider-Man (série d'animation)
- 2012-2017 : Ultimate Spider-Man (série d'animation)
- 2017-2020 : Spider-Man (Marvel Spider-Man) (série d'animation)
- 2021 : Spidey et ses amis extraordinaires (Spidey and His Amazing Friends) (série d'animation)
- 2025 : Votre fidèle serviteur Spider-Man (Your Friendly Neighborhood Spider-Man) (série d'animation)

### Jeux vidéo
- Marvel Super Heroes vs. Street Fighter : Caméo
- Spider-Man 2 : Elle apparaît au cours d'une mission où elle est enlevée par le docteur Octopus.
- Lego Marvel Super Heroes : Elle fait partie des personnages jouables.
- The Amazing Spider-Man 2 : Elle apparaît plusieurs fois au cours du jeu quand Peter se rend chez elle et lui donne des conseils.
- Lego Marvel Super Heroes 2 : Elle fait partie des personnages jouables.
- Marvel's Spider-Man : May apparaît régulièrement au cours du jeu en tant qu'employée puis plus tard dirigeante d'un centre F.E.A.S.T de Martin Li. Elle aide aussi les sans-abris et Peter et le conseille. Après la libération du souffle du diable par le docteur Octopus, May tombe malade et aide autant que possible jusqu'à ce qu'elle soit obligée d'être placée dans un lit. Après que Spider-Man est ramené l'anti-sérum, May lui révèle qu'elle connaît son secret et exhorte son neveu de ne pas l'utiliser sur elle pour qu'il sauve New York. May exprime sa fierté et meurt paisiblement. May est enterrée au côté de Ben Parker et une plaque commémorative est installé au centre F.E.A.S.T.
- Marvel's Spider-Man: Miles Morales : May est régulièrement mentionnée par Miles Morales pendant ses missions pour sauver le centre F.E.A.S.T. Après le retour de Peter de Symkari, il est révélé que la maison de May a été racheté par Peter et MJ.